# Ира (сериал)
«Ира» — российский комедийно-драматический сериал режиссёра Алима Бесчокова. Главную роль сыграла Ингрид Олеринская.
Премьера пилотного эпизода состоялась 23 июня 2023 года на фестивале «Пилот».
Премьера сериала состоялась 25 сентября 2023 года в онлайн-кинотеатре Okko.
Премьера сериала состоялась на телеканале ТНТ 15 июля 2024 года.

## Сюжет
Главная героиня сериала ― тридцатилетняя москвичка Ира, которая работает оператором в МФЦ. Она ненавидит всех вокруг, в её личной жизни множество проблем, а вдобавок она узнаёт, что беременна. Вот только она не знает кто отец будущего ребёнка – её парень Сергей, с которым она в ссоре, или новый бойфренд и коллега по работе Феликс.

## В ролях
| Актёр             | Роль                         |
| ----------------- | ---------------------------- |
| Ингрид Олеринская | Ира                          |
| Светлана Камынина | мать Иры                     |
| Андрей Федорцов   | отец Иры                     |
| Иван Купреенко    | Феликс коллега Иры           |
| Григорий Калинин  | Сергей сценарист, парень Иры |
| Максим Стоянов    | гинеколог                    |
| Михаил Тройник    | брат Иры                     |
| Александр Усердин |                              |

## Список серий

### 1 сезон
| Серия | Дата премьеры    |
| ----- | ---------------- |
| 1     | 25 сентября 2023 |
| 2     | 25 сентября 2023 |
| 3     | 26 сентября 2023 |
| 4     | 27 сентября 2023 |
| 5     | 2 октября 2023   |
| 6     | 3 октября 2023   |
| 7     | 4 октября 2023   |
| 8     | 9 октября 2023   |
| 9     | 10 октября 2023  |
| 10    | 11 октября 2023  |

## Производство
Сериал снят продюсерским центром Originals Production совместно с NORM PRODUCTION по заказу онлайн-кинотеатра Okko.
Съёмки проходили осенью и зимой 2022 года в Москве.
В июне 2025 стало известно о начале съёмок 2 сезон сериала.

## Реакция
Сериал получил смешанные оценки российских кинокритиков. Большинство из них отметили чрезмерное сходство идеи и подачи сюжета с британским сериалом «Дрянь».
Сергей Ефимов («Комсомольская правда»): «Вообще „Ира“ — сериал довольно милый, с хорошим кастом, его приятно смотреть. Очередной мини-шедевр выдает изумительный Андрей Федорцов (отец Иры) — чем старше этот актер, тем он как будто талантливее (а может, роли, наконец, стали давать подходящие). Хорош Иван Купреенко в образе женатика-рохли, готового при случае присунуть сослуживице. Очень классная Светлана Камынина; смешной гинеколог в исполнении Максима Стоянова. Ну и коренная в этой упряжке — Ингрид Олеринская, вполне справляется. Но есть между „Ирой“ и „Дрянью“ одно кардинальное различие. Алим Бесчоков, адаптируя заморские реалии к московским, не стал заимствовать главное, стержневое. То, что вынесло „Дрянь“ в мировые хиты. Британская история — о жестоком экзистенциальном кризисе героини — очень узнаваемом, о руинах в её душе. И Фиби Уоллер-Бридж отыгрывает это феноменально — без слов, без надрыва, на „ха-ха“, но ты все равно слышишь её внутренний крик. Наша Ира бодро скачет — и ощущение, что, когда она идет бухать в бар, она это делает это, потому что хочет бухать в баре. Ира живёт как хочет, а страдает на минималках. За её дерзостью и язвительностью как будто нет ничего».
Андрей Захарьев («Известия»): «В Дряни могут увидеть себя даже те, кто живет совершенно иначе. В случае с Ирой всё сложнее. Вернее, проще, потому что Ира — примитивна. Ее откровенность — следствие ограниченности и цинизма. Она действительно мизантроп, и поэтому её все бесят. Ее парень — да, болтлив и нудноват, он чрезмерно любит авторское кино, мелочен и грубоват. Каждый диалог с ним — настоящее испытание для Иры и ее нервов. Пытается ли она как-то радикально изменить эти отношения? В общем-то, нет. Встречи с другими мужчинами как будто не в счет. Ссоры, после которых наступают примирения, — тоже. Заслуживает ли Ира, неспособная запомнить имя Альмодовара и выговорить фамилию Хржановского (иногда такое ощущение, что авторы специально напихали киноманских шуток, чтобы смешно было только фестивальной публике и друзьям из сериальной тусовки), такого мужчину? Вполне».
Юлия Салихова (Film.ru): «В сериале нет ни одного приятного персонажа. Ира написана как шаблонная гопница, единственное хобби которой — напиваться в сопли. Причем без какого-либо творческого или экзистенциального кризиса. Ира квасит просто потому, что больше нечем заняться. Еще она много матерится, поливает грязью окружающих и неостроумно шутит (в основном про говно, но иногда и про жопы). Конечно, и Дрянь не тянула на пример для подражания, но как минимум вызывала искреннюю симпатию».